# Wziąchów
Wziąchów (deutsch Wzionchow, 1943–1945 Junghof) ist ein Dorf der Gemeinde Pogorzela im Powiat Gostyński in der Woiwodschaft Großpolen im westlichen Zentral-Polen. Der Ort befindet sich etwa 5 km südöstlich von Pogorzela, 21 km südöstlich von Gostyń, und 72 km südlich der Landeshauptstadt Poznań.

## Geschichte

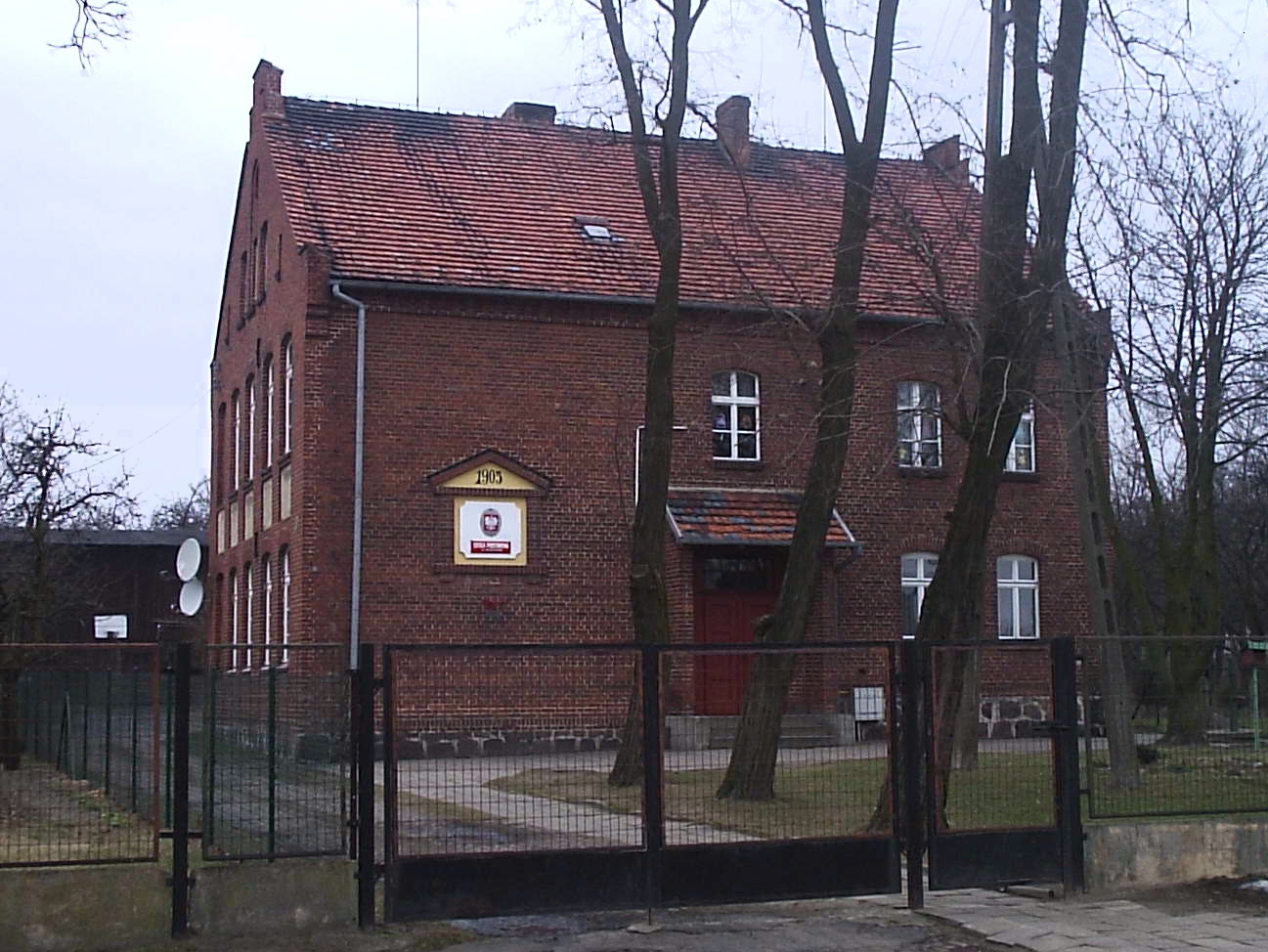
Schule

Der Ort gehörte nach der Zweiten Teilung Polens 1793 zum Kreis Krotoschin und ab 1887 mit der Umbildung der Kreise zum Kreis Koschmin. Der Ort hatte 1905 530 Einwohner. Am 18. Mai 1943 wurde der Ort bis zum Ende des Zweiten Weltkrieges in Junghof umbenannt. In den Jahren 1975 bis 1998 gehörte der Ort zur Wojewodschaft Leszno.